# Chrome Web Store

Logo actuel du Chrome Web Store.

Chrome Web Store est la plate-forme de téléchargement de Google à destination de son navigateur Google Chrome et de son système d'exploitation Google Chrome OS.

## Présentation
Le site de téléchargement a été annonce à la conférence Google I/O du 19 mai 2010 et a été officiellement disponible le 6 décembre 2010.
Les applications sont identiques sur Google Chrome - donc sur un compatible PC, Mac ou Windows - et sur Chrome OS.
Google prélève 5 % du prix des applications payantes aux développeurs. Les utilisateurs peuvent payer avec Google Wallet.
Les utilisateurs de Chromebook peuvent y trouver toutes leurs applications.
Depuis la mi-décembre 2017, les applications ont été retirées des fonctions de recherche et de navigation du Chrome Web Store pour les utilisateurs de Windows, Mac et Linux, ne laissant visibles pour eux que les extensions du navigateur web Google Chrome. Ce retrait, motivé par le relatif insuccès des applications Chrome et par l'apparition de solutions alternatives telles que les Progressive Web Apps, ne concerne pas les utilisateurs de Chrome OS.
Les extensions du navigateur web peuvent aussi être téléchargées sur d'autres navigateurs que Google Chrome, comme avec Microsoft Edge.